# Тринадцать лун
«Трина́дцать лун» (англ. 13 Moons) — комедия 2002 года режиссёра Александра Рокуэлла.

## Сюжет
Существует древняя легенда о том, что в полнолуние может произойти самое необычное. А теперь просто представьте, что может произойти в ночь 13-ти полных лун. Всё переворачивается с ног на голову! И вся жизнь может измениться…

## В ролях
| Актёр              | Роль            |
| ------------------ | --------------- |
| Дженнифер Билз     | Сюзи            |
| Элизабет Бракко    | Луиз Поттер     |
| Стив Бушеми        | спятивший клоун |
| Питер Динклэйдж    | Бинки           |
| Дэрил Митчелл      | Ленни           |
| Керин Парсонс      | Лили            |
| Дэвид Провал       | Мо Поттер       |
| Роуз Роллинз       | Санандра        |
| Петер Стормаре     | Слово           |
| Пруитт Тейлор Винс | Оуэн            |
| Гарет Уильямс      | Тэд             |
| Остин Вольф        | Тимми           |
| Франческо Мессина  | Роберт          |
| Сэм Рокуэлл        | Рик             |
| Майкл Бадалукко    | продюсер        |
| Майкл Паркс        | бармен          |
| Дэнни Трехо        | громила         |